# هلسنغن سانومات
هلسنغن سانومات (Helsingin Sanomat) أكبر صحيفة بالاشتراكات في فنلندا وبلدان الشمال ، تملكها مجموعة سانوما الاعلامية. باستثناء عطلات معينة، فإنها تصدر يوميا. في عام 2008 ، بلغ معدل تداولها اليومي 412.421 نسخة في أيام الأسبوع (بانخفاض 1.8 ٪ عن عام 2007) و 468.505 في يوم الأحد (-1.3 ٪). يـُنسب اسمها إلى العاصمة الفنلندية هلسنكي ، حيث يتم نشرها.
و يعد موقع هلسنغن سانومات HS.fi إحدى أهم مصادر الأخبار باللغة الفنلندية على شبكة الإنترنت. في يونيو 2009 كان الموقع السادس ضمن المواقع الفنلندية الأكثر شعبية.